# Børge Havn
Børge Havn (24. maj 1902 på Frederiksberg i København – 8. maj 1958 på Bispebjerg i København) var en dansk fodboldspiller.
I sin klubkarriere spillede Børge Havn i B.1903s forsvar og vandt det danske mesterskab med 1924 og 1926. 
Børge Havn spillede i perioden 1927-1929 8 A-landskampe for Danmark deraf en som anfører mod Tyskland 1928. 